# Aniołki i spółka
Aniołki i spółka (oryg. Angel’s Friends) – włoski serial animowany oparty na komiksie autorstwa Simony Ferri pt. Angel’s Friends. Premiera 2 sezonu odbyła się 29 kwietnia 2012 w Rosji.

## Fabuła
Cztery aniołki i diabły, aby w przyszłości mogli zostać aniołami i diabłami stróżami, muszą przejść praktyki. W tym celu zostają wysłane na Ziemię, by w tajemnicy pomagać ludziom...

## Bohaterowie

### Aniołki
- Raf – główna bohaterka, blond anielica z czerwonym pasemkiem na grzywce, jej zwierzątkiem jest biedronka „Kropek”. Jej podopiecznym jest Andrzej, wcześniej były nimi bliźniaczki Julia i Helena, a w drugim sezonie – Daniel. Nie jest prawdziwym Aniołkiem, ponieważ urodziła się jako człowiek. Kolor jej esencji chromatycznej (aury) to niebiański błękit, kolor nieba i 7 mórz. Jest zakochana w Siarkusie.
- Urie – najlepsza przyjaciółka Raf, ma brązowe włosy i żółty ubiór. Jej zwierzątkiem jest świetlik „Promyczek”, jej podopieczną jest Żaneta, a później Sara. Jej esencja chromatyczna (aura) jest koloru żółtego.
- Łakotka – przyjaciółka Raf, kocha modę, jest zawsze w dobrym humorze. Ma różowe włosy i biało-różowe ubranie, nie jest zbytnio ogarnięta, ale jest bardzo pomocna. Jej podopiecznym jest Edward, później Lilka. Zakochała się w śmiertelniku Alku. Ma zwierzątko, jest nim motyl „Trzepotek”. Jej esencja chromatyczna (aura) jest koloru różowego. Cabiria często nazywa ją „Kremówką”.
- Miki – koleżanka ze szkoły Raf, ma moc lodu, ma włosy i ubiór niebieskiego koloru. Powtarza klasę, ponieważ nie udało się jej po raz pierwszy zdać egzaminu. Jej podopiecznym jest Mateusz, późnej bliźniaczki Julia i Helena, a w 2 sezonie Kasia. Jej zwierzątkiem jest ważka „Lulu”. Jej esencja chromatyczna (aura) jest koloru zielonego. Bardzo lubi grę w kręgle.
- Gabriel – anioł stróż, którego zadaniem było pilnowanie i opieka nad Raf. Przez ugryzienie Czarnego Pająka zakochał się w Raf.
- profesor Arkhan – nauczyciel szkoły aniołów.
- Tyco (Taiko) – starożytny Anioł, bardzo podobny do Raf. Jego przeciwniczką i miłością życia była diablica Sai.
- Dyrektor Casidy – nowa dyrektorka Złotej Szkoły, w drugim sezonie spiskuje z Dyrektorem Cubralem (diabłem) by znów zapadła wojna tysiąclecia.
- Terenc – Profesor na zielonej szkole. Nauczyciel personifikacji i projekcji w złotej szkole (sezon 2).

### Diabełki
- Siarkus – diabeł ze znamieniem w kształcie czerwonej gwiazdy na lewym oku, a po dotknięciu z Raf także na lewej ręce, jego zwierzątkiem jest wąż „Bazyliszek”. Jego podopiecznym jest Andrzej, później zostaje nim Mateusz. W drugim sezonie kusi Daniela. Jego esencja chromatyczna (aura) jest koloru czerwonego. Jest zakochany w Raf.
- Cabiria – jej zwierzątkiem jest tarantula „Arachno”. Jej podopieczną jest Żaneta, a później Sara. Jej esencja chromatyczna (aura) jest koloru niebieskiego.
- Kabala – jej zwierzątkiem jest nietoperz „Nosferatu”. Jej podopiecznym jest Edward, później Lilka. Jej esencja chromatyczna (aura) jest koloru fioletowego. Podkochuje się w Siarkusie (widać to w filmie „Aniołki i spółka: Zielona Szkoła”).
- Gas – jego zwierzątkiem jest ropucha „Skrzeczor”. Jego podopiecznymi są bliźniaczki Julia i Helena, potem Kasia. Jego esencja chromatyczna (aura) jest koloru pomarańczowego. Podkochuje się w profesor Drakonii.
- Misha – diablica, która pilnowała i obserwowała Siarkusa. Przez ugryzienie Czarnego Pająka zakochała się w Siarkusie.
- profesor Drakonia – wykładowczyni szkoły diabłów.
- Sai – starożytna Diablica, bardzo podobna do Siarkusa. Przeciwniczka i miłość życia Tyco.
- Dyrektor Cubral – nowy dyrektor Złotej Szkoły. W drugim sezonie spiskuje z dyrektor Casidy (aniołem) by znów zapadła wojna tysiąclecia.
- Blue – jest księżniczką, która pracuje dla Cubrala i Casidy (byli generałowie armii aniołów i diabłów) w zamian za klucz, który uwolni Imperię (sezon 1). Śledzi aniołki i diabełki na zlecenie Casidy i Cubrala, jest zakochana w Siarkusie, lecz on, by uwolnić się z celi uwodzi ją i kradnie jej klucz do celi. Od tamtego momentu Blue chce go zabić.
- Scarlet – pani profesor na zielonej szkole. Nauczycielka personifikacji i projekcii w złotej szkole (sezon 2).

### Ludzie
PIERWSZY SEZON
- Andrzej – podopieczny Raf i Siarkusa, ma młodszą siostrę, chłopak Żanety.
- Żaneta – podopieczna Urie i Cabirii, dziewczyna Andrzeja. Później przewodnicząca szkoły (zrezygnowała ze stanowiska).
- Edward – podopieczny Łakotki i Kabali, jego rodzice żyją w separacji.
- Julia i Helena – zastępcze podopieczne Raf. Później zostały podopiecznymi Miki i Gasa.
- Mateusz – zastępczy podopieczny Siarkusa. Później został podopiecznym Miki i Gasa.

DRUGI SEZON
- Daniel – podopieczny Raf i Siarkusa, jest biedny, jego ojciec pracuje w warsztacie, a bracia są złodziejami.
- Sara – podopieczna Urie i Cabirii, bardzo dobrze się uczy, gra na fortepianie i w drużynie siatkarskiej. Jej matka jest bardzo wymagająca.
- Lilka – podopieczna Łakotki i Kabali, podkochuje się w Alku, lecz on nie odwzajemnia jej uczucia.
- Kasia – podopieczna Miki i Gasa.

### Inni
- Imperia – upadła anielica, bardzo potężna. Kiedyś kochała swojego podopiecznego Malachjasza (Ojca Raf i męża Angeliki), poprzez kradzież obrazu Malachjasza, popełniła straszliwą zbrodnię, której skutkiem jest to, że wyrzekają się jej anioły i diabły. Tak staje się istotą neutralną.
- Malachjasz – sługa Imperii. Poświęcił życie, aby chronić swoją córkę.
- Angelika – słyszymy o niej podczas opowiadania historii o prawdziwym pochodzeniu Raf przez Imperię. Ukazuje się we wspomnieniach Malachjasza i w drugim sezonie, jest matką Raf. W drugim sezonie dowiadujemy się, że jest ona więziona i pozbawiona swoich niezwykłych mocy przez Cubrala i Casidy. Gdy zostaje uwolniona, opowiada o swoim niezwykłym darze zapobiegania wojen i telepatii.
- Paszczury – potwory z otchłani, stworzone przez Imperię, by dopaść Anioły i Diabły.

## Wersja polska
Wersja polska: dla TVN – Start International Polska

Reżyseria: Andrzej Chudy

Dialogi polskie: Marcin Bartkiewicz

Dźwięk i montaż: Grzegorz Ogorzały

Kierownik produkcji: Anna Kuszewska

Wystąpili:
- Julia Kołakowska – Raf
- Barbara Kałużna – Urie
- Leszek Zduń – Siarkus
- Joanna Kudelska – Łakotka

oraz
- Andrzej Kozak – Profesor Arkan
- Karol Wróblewski – Andrzej
- Andrzej Chudy – Malachjasz
- Agnieszka Kunikowska – Mama Andrzeja, Profesor Drakonia
- Izabella Bukowska – Imperia
- Brygida Turowska – Cabiria
- Klementyna Umer – Kabala

i inni
Lektor: Andrzej Chudy

## Spis odcinków
| Seria | Ep # | Premiera serii USA        | Finał serii USA | Premiera serii ITA   | Finał serii ITA  | Premiera serii POL | Finał serii POL  |
| ----- | ---- | ------------------------- | --------------- | -------------------- | ---------------- | ------------------ | ---------------- |
| 1     | 52   | 12 października 2009      | 27 marca 2010   | 12 października 2009 | 27 marca 2010    | 23 sierpnia 2010   | 20 grudnia 2010  |
| Film  | Film | bd.                       | bd.             | 23 kwietnia 2011     | 23 kwietnia 2011 | 11 września 2011   | 11 września 2011 |
| 2     | 52   | 29 kwietnia 2012 ( Rosja) | bd.             | bd.                  | bd.              | TVN Player         |                  |

| Premiera odcinka    | Nr  | Polski tytuł                             | Włoski tytuł                         | Angielski tytuł                            |
| ------------------- | --- | ---------------------------------------- | ------------------------------------ | ------------------------------------------ |
|                     |     |                                          |                                      |                                            |
| SERIA PIERWSZA      |     |                                          |                                      |                                            |
|                     |     |                                          |                                      |                                            |
| 23.08.2010          | 01  | Na własnych skrzydłach                   | Volare con le proprie Ali            | Flying with her own Wings                  |
|                     |     |                                          |                                      |                                            |
| 25.08.2010          | 02  | Przyjaciółki na zawsze                   | Amiche per la Pelle                  | Friends forever                            |
|                     |     |                                          |                                      |                                            |
| 27.08.2010          | 03  | Biedny diabełek                          | Povero Diavolo                       | Poor Devil                                 |
|                     |     |                                          |                                      |                                            |
| 30.08.2010          | 04  | Prawdziwe piękno                         | La vera Bellezza                     | Real Beauty                                |
|                     |     |                                          |                                      |                                            |
| 01.09.2010          | 05  | Zasady gry                               | Le regole del Gioco                  | The Rules of the Game                      |
|                     |     |                                          |                                      |                                            |
| 03.09.2010          | 06  | Ochrona                                  | Protezione                           | Protection                                 |
|                     |     |                                          |                                      |                                            |
| 06.09.2010          | 07  | Prawda i Kłamstwo                        | Verità e bugie                       | Truth and Lie                              |
|                     |     |                                          |                                      |                                            |
| 08.09.2010          | 08  | Kto sieje wiatr, ten zbiera burzę        | Chi Semina Vento Raccoglie Tempesta  | Who sows the Wind, will reap the Whirlwind |
|                     |     |                                          |                                      |                                            |
| 10.09.2010          | 09  | Ziemski żywot                            | Vita da Terreno                      | Life on Earth                              |
|                     |     |                                          |                                      |                                            |
| 13.09.2010          | 10  | Rozdzieleni                              | Divisi                               | Divided                                    |
|                     |     |                                          |                                      |                                            |
| 15.09.2010          | 11  | Sekretne spotkanie                       | Appuntamento Segreto                 | The Secret Meeting                         |
|                     |     |                                          |                                      |                                            |
| 17.09.2010          | 12  | Więźniowie uczuć                         | Prigionieri del Cuore                | Prisoners of the heart                     |
|                     |     |                                          |                                      |                                            |
| 20.09.2010          | 13  | Zabójczy labirynt                        | Labirinto Mortale                    | The Deadly Labyrinth                       |
|                     |     |                                          |                                      |                                            |
| 22.09.2010          | 14  | Twarzą w twarz                           | Scontro Frontale                     | Face to Face                               |
|                     |     |                                          |                                      |                                            |
| 24.09.2010          | 15  | Podstęp Imperii                          | L’inganno di Reina                   | Reina deception                            |
|                     |     |                                          |                                      |                                            |
| 27.09.2010          | 16  | Anioł stróż, diabeł stróż                | Guardian Angel, guardian Devil       | Guardian Angel, guardian Devil             |
|                     |     |                                          |                                      |                                            |
| 29.09.2010          | 17  | Igraszki z ogniem                        | Giocare col Fuoco                    | Playing with Fire                          |
|                     |     |                                          |                                      |                                            |
| 01.10.2010          | 18  | Jaskinie zapomnienia                     | Alle grotte di Oscuria               | The cave of obscurity                      |
|                     |     |                                          |                                      |                                            |
| 04.10.2010          | 19  | W niebezpieczeństwie                     | Vite in Pericolo                     | Life in Danger                             |
|                     |     |                                          |                                      |                                            |
| 06.10.2010          | 20  | Gdy zapadnie zmrok                       | Dal Tramonto all’ Alba               | From Sunset to Sunrise                     |
|                     |     |                                          |                                      |                                            |
| 08.10.2010          | 21  | Burza na horyzoncie                      | Minacce all’ Orizzonte               | Threats on the Horizon                     |
|                     |     |                                          |                                      |                                            |
| 11.10.2010          | 22  | 24 godziny                               | Ventiquattro Ore                     | 24 Hours                                   |
|                     |     |                                          |                                      |                                            |
| 13.10.2010          | 23  | Na krawędzi otchłani                     | Sull’ Orlo del Baratro               | On the edge of the Abyss                   |
|                     |     |                                          |                                      |                                            |
| 15.10.2010          | 24  | Zemsta aniołków                          | La Rivincita delle Angels            | Revange of the Angels                      |
|                     |     |                                          |                                      |                                            |
| 18.10.2010          | 25  | Pułapka czasu                            | Nella Trappola del Tempo             | The Trap of Time                           |
|                     |     |                                          |                                      |                                            |
| 20.10.2010          | 26  | Wspólne przeznaczenie                    | Due Coppie, un Destino               | Two couples, one destiny                   |
|                     |     |                                          |                                      |                                            |
| 22.10.2010          | 27  | Zakazany pocałunek                       | Sacrilegio                           | Sacrilege                                  |
|                     |     |                                          |                                      |                                            |
| 25.10.2010          | 28  | Proces                                   | Procedimento Disciplinare            | Disciplinary Procedures                    |
|                     |     |                                          |                                      |                                            |
| 27.10.2010          | 29  | Żegnaj złota szkoło                      | Addio alla Golden School             | Goodbye to the Golden School               |
|                     |     |                                          |                                      |                                            |
| 29.10.2010          | 30  | Ostatnia szansa                          | L’ultima Chance                      | The Last Chance                            |
|                     |     |                                          |                                      |                                            |
| 01.11.2010          | 31  | Skrzydlaci detektywi                     | Detective Sempiterni                 | Everlasting Detectives                     |
|                     |     |                                          |                                      |                                            |
| 03.11.2010          | 32  | Sen czy Jawa?                            | Sogno o Realtà?                      | Dream or Reality?                          |
|                     |     |                                          |                                      |                                            |
| 05.11.2010          | 33  | Niewinni                                 | Innocenti                            | Innocent                                   |
|                     |     |                                          |                                      |                                            |
| 08.11.2010          | 34  | Legenda Imperii                          | La Leggenda di Reina                 | The Legend of Reina                        |
|                     |     |                                          |                                      |                                            |
| 10.11.2010          | 35  | Niebezpieczne skróty                     | Scorciatoie Pericolose               | Dangerous Shortcuts                        |
|                     |     |                                          |                                      |                                            |
| 12.11.2010          | 36  | Cios poniżej pasa                        | Colpi Bassi                          | Blow under the Belt                        |
|                     |     |                                          |                                      |                                            |
| 15.11.2010          | 37  | Dusze w opałach                          | Riconquistare Terreno                | To regain „terrestrial”                    |
|                     |     |                                          |                                      |                                            |
| 17.11.2010          | 38  | Wieczór Tajemnic                         | Mistery Party                        | Mistery Party                              |
|                     |     |                                          |                                      |                                            |
| 19.11.2010          | 39  | Słodycze albo psikus                     | Dolcetto... o Scherzetto?            | Little sweet... or little joke?            |
|                     |     |                                          |                                      |                                            |
| 22.11.2010          | 40  | Razem na zawsze                          | Per Sempre Insieme                   | Together Forever                           |
|                     |     |                                          |                                      |                                            |
| 24.11.2010          | 41  | Twarzą w twarz z Imperią                 | Faccia a Faccia con Reina            | Face to face with Reina                    |
|                     |     |                                          |                                      |                                            |
| 26.11.2010          | 42  | Próba                                    | La Prova                             | The Test                                   |
|                     |     |                                          |                                      |                                            |
| 29.11.2010          | 43  | Na rozstajach                            | Qualcuno di cui Fidarsi              | Someone to Trust                           |
|                     |     |                                          |                                      |                                            |
| 01.12.2010          | 44  | Pojedynek i pokusa                       | Duello e Tentazione                  | Duel and Temptation                        |
|                     |     |                                          |                                      |                                            |
| 03.12.2010          | 45  | Zdolna do wszystkiego                    | Disposta a Tutto                     | Capable of everything                      |
|                     |     |                                          |                                      |                                            |
| 06.12.2010          | 46  | Sala portretów                           | La Stanza dei Ritratti               | The Room of Portraits                      |
|                     |     |                                          |                                      |                                            |
| 08.12.2010          | 47  | Powiew wojny                             | Aria di Guerra                       | War Atmosphere                             |
|                     |     |                                          |                                      |                                            |
| 10.12.2010          | 48  | Ultimatum dla ziemi                      | Ultimatum alla Terra                 | Ultimatum to the Earth                     |
|                     |     |                                          |                                      |                                            |
| 13.12.2010          | 49  | W jaskini lwa                            | Nella Tana del Lupo                  | In the Wolf’s Den                          |
|                     |     |                                          |                                      |                                            |
| 15.12.2010          | 50  | Ofiara                                   | Sacrificio                           | Sacrifice                                  |
|                     |     |                                          |                                      |                                            |
| 17.12.2010          | 51  | Ostatnie starcie                         | Scontro Finale                       | Final Clash                                |
|                     |     |                                          |                                      |                                            |
| 20.12.2010          | 52  | Do widzenia Złota Szkoło                 | Arrivederci Golden School            | Good-bye Golden School                     |
|                     |     |                                          |                                      |                                            |
| FILM                |     |                                          |                                      |                                            |
|                     |     |                                          |                                      |                                            |
| 11.09.2011          | S1  | Aniołki i spółka: Zielona szkoła         | Angel’s Friends – Tra Sogno e Realtà | Angel’s Friends: Between Dream and Reality |
|                     |     |                                          |                                      |                                            |
| SERIA DRUGA         |     |                                          |                                      |                                            |
|                     |     |                                          |                                      |                                            |
| 29.04.2012 ( Rosja) | 53  | Nowy początek (Część pierwsza)           |                                      | A new beginning (Part one)                 |
|                     |     |                                          |                                      |                                            |
|                     | 54  | Nowy początek (Część druga)              |                                      | A new beginning (Part two)                 |
|                     |     |                                          |                                      |                                            |
|                     | 55  | Alarm (Część pierwsza)                   |                                      | Earthling alarm! (Part one)                |
|                     |     |                                          |                                      |                                            |
|                     | 56  | Alarm (Część druga)                      |                                      | Earthling alarm! (Part two)                |
|                     |     |                                          |                                      |                                            |
|                     | 57  | Najlepsza przyjaciółka (Część pierwsza)  |                                      | The Best Friend (Part one)                 |
|                     |     |                                          |                                      |                                            |
|                     | 58  | Najlepsza przyjaciółka (Część druga)     |                                      | The Best Friend (Part two)                 |
|                     |     |                                          |                                      |                                            |
|                     | 59  | Magiczna Miki i DJ Gas (Część pierwsza)  |                                      | Magic Miki and DJ Gas (Part one)           |
|                     |     |                                          |                                      |                                            |
|                     | 60  | Magiczna Miki i DJ Gas (Część druga)     |                                      | Magic Miki and DJ Gas (Part two)           |
|                     |     |                                          |                                      |                                            |
|                     | 61  | Głupia duma (Część pierwsza)             |                                      | Foolish Pride (Part one)                   |
|                     |     |                                          |                                      |                                            |
|                     | 62  | Głupia duma (Część druga)                |                                      | Foolish Pride (Part two)                   |
|                     |     |                                          |                                      |                                            |
|                     | 63  | Lekcja geografii (Część pierwsza)        |                                      | Geography Lesson (Part one)                |
|                     |     |                                          |                                      |                                            |
|                     | 64  | Lekcja geografii (Część druga)           |                                      | Geography Lesson (Part two)                |
|                     |     |                                          |                                      |                                            |
|                     | 65  | Bitwa w koloseum (Część pierwsza)        |                                      | Battle at the Coloseum (Part one)          |
|                     |     |                                          |                                      |                                            |
|                     | 66  | Bitwa w koloseum (Część druga)           |                                      | Battle at the Coloseum (Part two)          |
|                     |     |                                          |                                      |                                            |
|                     | 67  | Nikt nie jest doskonały (Część pierwsza) |                                      | Nobody is Perfect (Part one)               |
|                     |     |                                          |                                      |                                            |
|                     | 68  | Nikt nie jest doskonały (Część druga)    |                                      | Nobody is Perfect (Part two)               |
|                     |     |                                          |                                      |                                            |
|                     | 69  | Uwięzione (Część pierwsza)               |                                      | Imprisoned! (Part one)                     |
|                     |     |                                          |                                      |                                            |
|                     | 70  | Uwięzione (Część druga)                  |                                      | Imprisoned! (Part two)                     |
|                     |     |                                          |                                      |                                            |
|                     | 71  | Grupowa projekcja (Część pierwsza)       |                                      | Group Projection (Part one)                |
|                     |     |                                          |                                      |                                            |
|                     | 72  | Grupowa projekcja (Część druga)          |                                      | Group Projection (Part two)                |
|                     |     |                                          |                                      |                                            |
|                     | 73  | Zamek Gorth (Część pierwsza)             |                                      | The Gorth Castle (Part one)                |
|                     |     |                                          |                                      |                                            |
|                     | 74  | Zamek Gorth (Część druga)                |                                      | The Gorth Castle (Part two)                |
|                     |     |                                          |                                      |                                            |
|                     | 75  | Miłość i nienawiść (Część pierwsza)      |                                      | Love and Hate (Part one)                   |
|                     |     |                                          |                                      |                                            |
|                     | 76  | Miłość i nienawiść (Część druga)         |                                      | Love and Hate (Part two)                   |
|                     |     |                                          |                                      |                                            |
|                     | 77  | Wiosenny bal (Część pierwsza)            |                                      | Spring Dance (Part one)                    |
|                     |     |                                          |                                      |                                            |
|                     | 78  | Wiosenny bal (Część druga)               |                                      | Spring Dance (Part two)                    |
|                     |     |                                          |                                      |                                            |
|                     | 79  | Sprzeczna wibracja (Część pierwsza)      |                                      | Disharmonic Vibration (Part one)           |
|                     |     |                                          |                                      |                                            |
|                     | 80  | Sprzeczna wibracja (Część druga)         |                                      | Disharmonic Vibration (Part two)           |
|                     |     |                                          |                                      |                                            |
|                     | 81  | Winna i niewinna (Część pierwsza)        |                                      | Guilty and Innocent (Part one)             |
|                     |     |                                          |                                      |                                            |
|                     | 82  | Winna i niewinna (Część druga)           |                                      | Guilty and Innocent (Part two)             |
|                     |     |                                          |                                      |                                            |
|                     | 83  | Dowód przyjaźni (Część pierwsza)         |                                      | Friendship Proof (Part one)                |
|                     |     |                                          |                                      |                                            |
|                     | 84  | Dowód przyjaźni (Część druga)            |                                      | Friendship Proof (Part two)                |
|                     |     |                                          |                                      |                                            |
|                     | 85  | Przyjaciółki na zawsze (Część pierwsza)  |                                      | Friendship Forever (Part one)              |
|                     |     |                                          |                                      |                                            |
|                     | 86  | Przyjaciółki na zawsze (Część druga)     |                                      | Friendship Forever (Part two)              |
|                     |     |                                          |                                      |                                            |
|                     | 87  | Potajemne spotkanie (Część pierwsza)     |                                      | Secret Meeting (Part one)                  |
|                     |     |                                          |                                      |                                            |
|                     | 88  | Potajemne spotkanie (Część druga)        |                                      | Secret Meeting (Part two)                  |
|                     |     |                                          |                                      |                                            |
|                     | 89  | Misja niemożliwa (Część pierwsza)        |                                      | Mission Impossible (Part one)              |
|                     |     |                                          |                                      |                                            |
|                     | 90  | Misja niemożliwa (Część druga)           |                                      | Mission Impossible (Part two)              |
|                     |     |                                          |                                      |                                            |
|                     | 91  | Na terytorium wroga (Część pierwsza)     |                                      | In Enemy Territory (Part one)              |
|                     |     |                                          |                                      |                                            |
|                     | 92  | Na terytorium wroga (Część druga)        |                                      | In Enemy Territory (Part two)              |
|                     |     |                                          |                                      |                                            |
|                     | 93  | Apokalipsa (Część pierwsza)              |                                      | Apocalypse! (Part one)                     |
|                     |     |                                          |                                      |                                            |
|                     | 94  | Apokalipsa (Część druga)                 |                                      | Apocalypse! (Part two)                     |
|                     |     |                                          |                                      |                                            |
|                     | 95  | A gdyby wygrali? (Część pierwsza)        |                                      | ...and if they would win? (Part one)       |
|                     |     |                                          |                                      |                                            |
|                     | 96  | A gdyby wygrali? (Część druga)           |                                      | ...and if they would win? (Part two)       |
|                     |     |                                          |                                      |                                            |
|                     | 97  | Wojenni sprzymierzeńcy (Część pierwsza)  |                                      | Brothers in War (Part one)                 |
|                     |     |                                          |                                      |                                            |
|                     | 98  | Wojenni sprzymierzeńcy (Część druga)     |                                      | Brothers in War (Part two)                 |
|                     |     |                                          |                                      |                                            |
|                     | 99  | Moc ciemności (Część pierwsza)           |                                      | Darklight Fly (Part one)                   |
|                     |     |                                          |                                      |                                            |
|                     | 100 | Moc ciemności (Część druga)              |                                      | Darklight Fly (Part two)                   |
|                     |     |                                          |                                      |                                            |
|                     | 101 | Ostatni uścisk (Część pierwsza)          |                                      | The Last Embrace (Part one)                |
|                     |     |                                          |                                      |                                            |
|                     | 102 | Ostatni uścisk (Część druga)             |                                      | The Last Embrace (Part two)                |
|                     |     |                                          |                                      |                                            |
|                     | 103 | Równowaga wszechświata (Część pierwsza)  |                                      | The Universe Balance (Part one)            |
|                     |     |                                          |                                      |                                            |
|                     | 104 | Równowaga wszechświata (Część druga)     |                                      | The Universe Balance (Part two)            |